# Discografia de Anastacia
A discografia de Anastacia, cantora e compositora norte-americana, consiste em seis álbuns de estúdio, três de vídeo, duas compilações e outro de regravações. Lançou também trinta singles (incluindo um promocional e sete como artista convidada) e vinte e cinco vídeos musicais. As suas vendas discográficas são avaliadas em mais de trinta milhões de discos vendidos mundialmente. Anastacia fez a sua primeira aparência nas tabelas musicais mundiais em 1999 com "I'm Outta Love", depois de assinar contrato com a editora discográfica Daylight Records, pertencente à Epic Records, em março de 1999.
Interpreta diversos estilos musicais diferentes, como pop rock, R&B, soul e dance, mas também os mistura. O seu álbum de estreia, Not That Kind, foi lançado em março de 2000 e conseguiu liderar as tabelas musicais dos Países Baixos e Suíça. Foi certificado com quatro platinas pela Federação Internacional da Indústria Fonográfica na Europa, na Suíça, e ainda pela Australian Recording Industry Association (ARIA) na Austrália. "I'm Outta Love" chegou ao topo da ARIA Charts, sucedendo a dupla platina por mais de 75 mil cópias vendidas. Freak of Nature foi o segundo disco de originais da cantora, lançado em Novembro de 2001, com "Paid My Dues" como faixa de trabalho de avanço. O projeto valeu mais três platinas na Europa, Reino Unido e cinco na Suíça. Em 2002, depois da promoção de "One Day in Your Life", Anastacia fez para da banda sonora oficial do Campeonato do Mundo de Futebol da FIFA de 2002 com "Boom". A artista também se juntou a Celine Dion, Shakira, Cher, Dixie Chicks e Stevie Nicks para o festival VH1 Divas Live em 2002, contribuindo com a música promocional "Love Is a Crime".
Depois de recuperar dos tratamentos para combater um cancro de mama, em 2004 editou o seu quarto álbum de estúdio homónimo. "Left Outside Alone" marcou o início da promoção, liderando as tabelas musicais da Austrália, Itália e Suíça. "Sick and Tired", "Welcome to My Truth" e "Heavy on My Heart" também serviram como singles do trabalho. Um ano mais tarde, em 2005, Anastacia lançou a sua primeira compilação, Pieces of a Dream, que juntou várias canções de registos anteriores da sua carreira. "Everything Burns" com Ben Moody, "I Belong to You (Il Ritmo della Passione)" com Eros Ramazzotti e "Burning Star" com Natalia foram algumas das colaborações que marcaram a carreira da artista. Em 2008, Heavy Rotation foi editado pela Mercury Records, marcando a mudança de editora discográfica. "I Can Feel You", "Absolutely Positively" e "Defeated" foram utilizados para divulgar o lançamento, contudo, apenas a primeira obra conseguiu entrar em tabelas musicais.

## Álbuns

### Álbuns de estúdio
| Título                                                                           | Detalhes                                                                                                  | Melhor posição nas tabelas musicais | Melhor posição nas tabelas musicais | Melhor posição nas tabelas musicais | Melhor posição nas tabelas musicais | Melhor posição nas tabelas musicais | Melhor posição nas tabelas musicais | Melhor posição nas tabelas musicais | Melhor posição nas tabelas musicais | Melhor posição nas tabelas musicais | Melhor posição nas tabelas musicais | Melhor posição nas tabelas musicais | Certificações |
| Título                                                                           | Detalhes                                                                                                  | ALE                                 | AUS                                 | EUA                                 | FRA                                 | IRL                                 | NOR                                 | PB                                  | PRT                                 | RU                                  | SUE                                 | SUI                                 | Certificações |
| -------------------------------------------------------------------------------- | --- | ----------------------------------- | ----------------------------------- | ----------------------------------- | ----------------------------------- | ----------------------------------- | ----------------------------------- | ----------------------------------- | ----------------------------------- | ----------------------------------- | ----------------------------------- | ----------------------------------- | --- |
| Not That Kind                                                                    | - Lançamento: 27 de março de 2000 - Editora discográfica: Daylight - Formato(s): CD, cassete              | 2                                   | 2                                   | 168                                 | 6                                   | 4                                   | 1                                   | 1                                   | —                                   | 2                                   | 9                                   | 1                                   | - BVMI: 5× Ouro - ARIA: 3× Platina - IFPI: 4× Platina - SNEP: 2× Platina - BPI: 3× Platina - IFPI: 3× Platina          |
| Freak of Nature                                                                  | - Lançamento: 26 de novembro de 2001 - Editora discográfica: Daylight - Formato(s): CD, cassete           | 1                                   | 10                                  | 27                                  | 15                                  | 7                                   | 1                                   | 1                                   | —                                   | 4                                   | 1                                   | 1                                   | - BVMI: 3× Platina - ARIA: Platina - IFPI: 3× Platina - SNEP: 2× Ouro - BPI: 3× Platina - IFPI: 5× Platina             |
| Anastacia                                                                        | - Lançamento: 29 de março de 2004 - Editora discográfica: Daylight - Formato(s): CD, descarga digital     | 1                                   | 1                                   | —                                   | 14                                  | 2                                   | 1                                   | 1                                   | 2                                   | 1                                   | 1                                   | 1                                   | - BVMI: 4× Platina - ARIA: 2× Platina - IFPI: 3× Platina - SNEP: Ouro - AFP: Ouro - BPI: 4× Platina - IFPI: 3× Platina |
| Heavy Rotation                                                                   | - Lançamento: 24 de outubro de 2008 - Editora discográfica: Mercury - Formato(s): CD, descarga digital    | 13                                  | 47                                  | —                                   | 60                                  | 45                                  | 28                                  | 15                                  | 21                                  | 17                                  | 15                                  | 3                                   | - IFPI: Ouro - IFPI: Ouro                                                                                              |
| It's a Man's World                                                               | - Lançamento: 9 de novembro de 2012 - Formato(s): CD, descarga digital - Editora discográfica: BMG        | 16                                  | —                                   | —                                   | —                                   | —                                   | —                                   | 7                                   | —                                   | —                                   | —                                   | 16                                  | |
| Resurrection                                                                     | - Lançamento: 1 de maio de 2014 - Formato(s): CD, descarga digital - Editora discográfica: BMG            | 5                                   | —                                   | —                                   | 24                                  | —                                   | —                                   | 7                                   | 18                                  | 9                                   | —                                   | 5                                   | |
| Evolution                                                                        | - Lançamento: 15 de setembro de 2017 - Formato(s): CD, descarga digital - Editora discográfica: Universal | —                                   | —                                   | —                                   | —                                   | —                                   | —                                   | —                                   | —                                   | —                                   | —                                   | —                                   | |
| "—" denota um título que não tenha entrado na tabela musical do respectivo país. | |                                     |                                     |                                     |                                     |                                     |                                     |                                     |                                     |                                     |                                     |                                     | |

### Álbuns de compilação
| Título              | Detalhes                                                                                                 | Melhor posição nas tabelas musicais | Melhor posição nas tabelas musicais | Melhor posição nas tabelas musicais | Melhor posição nas tabelas musicais | Melhor posição nas tabelas musicais | Melhor posição nas tabelas musicais | Melhor posição nas tabelas musicais | Melhor posição nas tabelas musicais | Melhor posição nas tabelas musicais | Melhor posição nas tabelas musicais | Melhor posição nas tabelas musicais | Certificações                                                           |
| Título              | Detalhes                                                                                                 | ALE                                 | AUS                                 | ESP                                 | IRL                                 | ITA                                 | NOR                                 | PB                                  | PRT                                 | RU                                  | SUE                                 | SUI                                 | Certificações                                                           |
| ------------------- | --- | ----------------------------------- | ----------------------------------- | ----------------------------------- | ----------------------------------- | ----------------------------------- | ----------------------------------- | ----------------------------------- | ----------------------------------- | ----------------------------------- | ----------------------------------- | ----------------------------------- | ----------------------------------------------------------------------- |
| Pieces of a Dream   | - Lançamento: 15 de novembro de 2005 - Editora discográfica: Daylight - Formato(s): CD, descarga digital | 7                                   | 23                                  | 9                                   | 4                                   | 3                                   | 11                                  | 10                                  | 9                                   | 6                                   | 23                                  | 3                                   | - ARIA: Ouro - IRMA: Platina - AFP: Ouro - BPI: Platina - IFPI: Platina |
| Ultimate Collection | - Lançamento: 6 de novembro de 2015 - Editora discográfica: Sony - Formato(s): CD, descarga digital      | —                                   | —                                   | —                                   | 98                                  | 27                                  | —                                   | 69                                  | —                                   | —                                   | 9                                   | 56                                  |                                                                         |

### Álbuns de vídeo
| One Day in Your Life                                                             | - Formato(s): DVD - Lançado: 20 de agosto de 2002  | - Vídeo musical de "One Day in Your Life" - Biografia - Bsstidores de "One Day in Your Life"                           | — | — |              |
| The Video Collection                                                             | - Formato(s): DVD - Lançado: 2 de dezembro de 2002 | - Dez vídeos musicais - Bastidores de quatro vídeos musicais - Dois vídeos remisturados - Biografia e galeria de fotos | — | — | - BVMI: Ouro |
| Live at Last                                                                     | - Formato(s): DVD - Lançado: 27 de março de 2006   | - Fotos dos concertos em Berlim e Munique - Documentário - Quatro vídeos musicais - Cinco vídeos alternativos          | 4 | 3 |              |
| "—" denota um título que não tenha entrado na tabela musical do respectivo país. |                                                    | |   |   |              |

## Singles

### Como artista principal
| Ano                                                                              | Título                                                            | Melhor posição nas tabelas musicais | Melhor posição nas tabelas musicais | Melhor posição nas tabelas musicais | Melhor posição nas tabelas musicais | Melhor posição nas tabelas musicais | Melhor posição nas tabelas musicais | Melhor posição nas tabelas musicais | Melhor posição nas tabelas musicais | Melhor posição nas tabelas musicais | Melhor posição nas tabelas musicais | Melhor posição nas tabelas musicais | Certificação                                                            | Álbum                                         |
| Ano                                                                              | Título                                                            | ALE                                 | AUS                                 | EUA                                 | FRA                                 | IRL                                 | ITA                                 | NOR                                 | PB                                  | RU                                  | SUE                                 | SUI                                 | Certificação                                                            | Álbum                                         |
| -------------------------------------------------------------------------------- | ----------------------------------------------------------------- | ----------------------------------- | ----------------------------------- | ----------------------------------- | ----------------------------------- | ----------------------------------- | ----------------------------------- | ----------------------------------- | ----------------------------------- | ----------------------------------- | ----------------------------------- | ----------------------------------- | ----------------------------------------------------------------------- | --------------------------------------------- |
| 2000                                                                             | "I'm Outta Love"                                                  | 6                                   | 1                                   | 92                                  | 2                                   | 2                                   | 2                                   | 4                                   | 3                                   | 6                                   | 15                                  | 2                                   | - BVMI: Ouro - ARIA: 2× Platina - SNEP: Prata - BPI: Prata - IFPI: Ouro | Not That Kind                                 |
| 2000                                                                             | "Not That Kind"                                                   | 56                                  | 21                                  | —                                   | 13                                  | 14                                  | 5                                   | —                                   | 26                                  | 11                                  | 49                                  | 18                                  | - SNEP: Prata                                                           | Not That Kind                                 |
| 2001                                                                             | "Cowboys & Kisses"                                                | 83                                  | —                                   | —                                   | —                                   | 44                                  | —                                   | —                                   | 25                                  | 28                                  | —                                   | 33                                  |                                                                         | Not That Kind                                 |
| 2001                                                                             | "Made for Lovin' You"                                             | —                                   | —                                   | —                                   | 72                                  | 36                                  | —                                   | —                                   | —                                   | 27                                  | —                                   | —                                   |                                                                         | Not That Kind                                 |
| 2001                                                                             | "Paid My Dues"                                                    | 3                                   | 39                                  | —                                   | 10                                  | 34                                  | 1                                   | 1                                   | 4                                   | 14                                  | 2                                   | 1                                   | - BVMI: Ouro - SNEP: Prata - IFPI: Ouro                                 | Freak of Nature                               |
| 2002                                                                             | "One Day in Your Life"                                            | 9                                   | 6                                   | —                                   | 27                                  | 1                                   | 7                                   | 11                                  | 8                                   | 11                                  | 16                                  | 5                                   | - ARIA: Ouro                                                            | Freak of Nature                               |
| 2002                                                                             | "Boom"                                                            | 35                                  | 23                                  | —                                   | —                                   | —                                   | 10                                  | —                                   | 40                                  | —                                   | 7                                   | 10                                  |                                                                         | The Official Album of the 2002 FIFA World Cup |
| 2002                                                                             | "Why'd You Lie to Me"                                             | 55                                  | 66                                  | —                                   | —                                   | 35                                  | 31                                  | —                                   | 13                                  | 25                                  | 25                                  | 39                                  |                                                                         | Freak of Nature                               |
| 2002                                                                             | "You'll Never Be Alone"                                           | 56                                  | —                                   | —                                   | —                                   | —                                   | 28                                  | —                                   | —                                   | 31                                  | 34                                  | 36                                  |                                                                         | Freak of Nature                               |
| 2004                                                                             | "Left Outside Alone"                                              | 2                                   | 1                                   | —                                   | 9                                   | 2                                   | 1                                   | 2                                   | 2                                   | 3                                   | 6                                   | 1                                   | - BVMI: Ouro - ARIA: 2× Platina - BPI: Prata - IFPI: Ouro               | Anastacia                                     |
| 2004                                                                             | "Sick and Tired"                                                  | 2                                   | 8                                   | —                                   | —                                   | 9                                   | 3                                   | 3                                   | 2                                   | 4                                   | 10                                  | 2                                   | - BVMI: Ouro - ARIA: Ouro                                               | Anastacia                                     |
| 2004                                                                             | "Welcome to My Truth"                                             | 30                                  | 41                                  | —                                   | —                                   | 23                                  | 14                                  | —                                   | 14                                  | 25                                  | 49                                  | 35                                  |                                                                         | Anastacia                                     |
| 2005                                                                             | "Heavy on My Heart"                                               | 29                                  | 55                                  | —                                   | —                                   | 32                                  | 12                                  | —                                   | 16                                  | 21                                  | —                                   | 35                                  |                                                                         | Anastacia                                     |
| 2005                                                                             | "Everything Burns" (com Ben Moody)                                | 11                                  | 33                                  | —                                   | —                                   | —                                   | 2                                   | —                                   | 7                                   | —                                   | —                                   | 3                                   |                                                                         | Fantastic 4: The Album                        |
| 2005                                                                             | "Pieces of a Dream"                                               | 20                                  | —                                   | —                                   | —                                   | 26                                  | 3                                   | —                                   | 8                                   | 48                                  | —                                   | 18                                  |                                                                         | Pieces of a Dream                             |
| 2006                                                                             | "I Belong to You (Il Ritmo della Passione)" (com Eros Ramazzotti) | 1                                   | —                                   | —                                   | —                                   | —                                   | 1                                   | —                                   | 7                                   | —                                   | —                                   | 1                                   |                                                                         | Calma apparente/Pieces of a Dream             |
| 2008                                                                             | "I Can Feel You"                                                  | 25                                  | 31                                  | —                                   | —                                   | —                                   | 11                                  | —                                   | 24                                  | 67                                  | 17                                  | 27                                  |                                                                         | Heavy Rotation                                |
| 2008                                                                             | "Absolutely Positively"                                           | —                                   | —                                   | —                                   | —                                   | —                                   | —                                   | —                                   | —                                   | —                                   | —                                   | —                                   |                                                                         | Heavy Rotation                                |
| 2009                                                                             | "Defeated"                                                        | —                                   | —                                   | —                                   | —                                   | —                                   | —                                   | —                                   | —                                   | —                                   | —                                   | —                                   |                                                                         | Heavy Rotation                                |
| 2012                                                                             | "Dream On"                                                        | —                                   | —                                   | —                                   | —                                   | —                                   | —                                   | —                                   | —                                   | —                                   | —                                   | —                                   |                                                                         | It's a Man's World                            |
| 2012                                                                             | "Best of You"                                                     | —                                   | —                                   | —                                   | —                                   | —                                   | —                                   | —                                   | —                                   | —                                   | —                                   | —                                   |                                                                         | It's a Man's World                            |
| 2014                                                                             | "Stupid Little Things"                                            | 38                                  | —                                   | —                                   | 115                                 | —                                   | 20                                  | —                                   | —                                   | —                                   | 191                                 | 23                                  | - FIMI: Ouro                                                            | Resurrection                                  |
| 2014                                                                             | "Staring at the Sun"                                              | —                                   | —                                   | —                                   | —                                   | —                                   | —                                   | —                                   | —                                   | —                                   | —                                   | —                                   |                                                                         | Resurrection                                  |
| 2014                                                                             | "Lifeline"                                                        | —                                   | —                                   | —                                   | —                                   | —                                   | —                                   | —                                   | —                                   | —                                   | —                                   | —                                   |                                                                         | Resurrection                                  |
| 2015                                                                             | "Take This Chance"                                                | —                                   | —                                   | —                                   | —                                   | —                                   | —                                   | —                                   | —                                   | —                                   | —                                   | —                                   |                                                                         | Ultimate Collection                           |
| 2015                                                                             | "Army of Me"                                                      | —                                   | —                                   | —                                   | —                                   | —                                   | —                                   | —                                   | —                                   | —                                   | —                                   | —                                   |                                                                         | Ultimate Collection                           |
| 2017                                                                             | "Caught in the Middle"                                            | —                                   | —                                   | —                                   | —                                   | —                                   | —                                   | —                                   | —                                   | —                                   | —                                   | —                                   |                                                                         | Evolution                                     |
| "—" denota um título que não tenha entrado na tabela musical do respectivo país. |                                                                   |                                     |                                     |                                     |                                     |                                     |                                     |                                     |                                     |                                     |                                     |                                     |                                                                         |                                               |

### Como artista convidada
| Ano  | Título                                                         | Álbum                     |
| ---- | -------------------------------------------------------------- | ------------------------- |
| 2001 | "What More Can I Give" (com Michael Jackson e vários artistas) | —                         |
| 2007 | "Sing" (Annie Lennox e vários artistas)                        | Songs of Mass Destruction |
| 2009 | "Stalemate" (com Ben's Brother)                                | Battling Giants           |
| 2010 | "Safety" (com Dima Bilan)                                      | Mechtatel                 |
| 2010 | "Burning Star" (com Natalia)                                   | Best of Natalia           |
| 2011 | "What We Can Do (A Deeper Love)" (com Tiesto)                  | —                         |
| 2012 | "If I Was Your Boyfriend"[carece de fontes?] (com Tony Moran)  | —                         |

### Promocionais
| Ano  | Título            | Álbum                                                                              |
| ---- | ----------------- | ---------------------------------------------------------------------------------- |
| 2003 | "Love Is a Crime" | Chicago: Music from the Miramax Motion Picture/Freak of Nature Collector's Edition |

## Lados B
| Ano  | Lado B                                         | Lado A                        |
| ---- | ---------------------------------------------- | ----------------------------- |
| 1999 | "Baptize My Soul"[carece de fontes?]           | "I'm Outta Love"              |
| 2000 | "Black Roses"[carece de fontes?]               | "Not That Kind"               |
| 2000 | "Nothin' At All"[carece de fontes?]            | "Not That Kind"               |
| 2001 | "Cowboys & Kisses"                             |                               |
| 2001 | "Cowboys & Kisses"                             | "Underdog"[carece de fontes?] |
| 2001 | "I Ask Of You"[carece de fontes?]              | "Made for Lovin' You"         |
| 2001 | "Funk Medley"[carece de fontes?]               | "Paid My Dues"                |
| 2001 | "I Dreamed You"[carece de fontes?]             | "Paid My Dues"                |
| 2002 | "Late Last Night"[carece de fontes?]           | "You'll Never Be Alone"       |
| 2004 | "Get Ready"[carece de fontes?]                 | "Left Outside Alone"          |
| 2004 | "Twisted Girl"[carece de fontes?]              | "Sick and Tired"              |
| 2004 | "The Saddest Part"[carece de fontes?]          | "Welcome to My Truth"         |
| 2005 | "Underground Army"[carece de fontes?]          | "Heavy on My Heart"           |
| 2005 | "Trop Lourd Dans Mon Coeur"[carece de fontes?] | "Heavy on My Heart"           |
| 2008 | "In Summer"[carece de fontes?]                 | "I Can Feel You"              |

## Outras aparências
| Ano  | Título                                                        | Álbum / Evento                                |
| ---- | ------------------------------------------------------------- | --------------------------------------------- |
| 2000 | "Saturday Night's Alright for Fighting" (com Elton John)      | Elton John One Night Only - The Greatest Hits |
| 2001 | "Love Is Alive" (com Vonda Shepard)                           | —                                             |
| 2002 | "You Shook Me All Night Long" (com Celine Dion)               | Divas Las Vegas                               |
| 2002 | "Someday My Prince Will Come"                                 | DisneyMania/Freak of Nature                   |
| 2003 | "We Are The Champions" (com Queen e Cast)                     | 46664                                         |
| 2003 | "We Will Rock You" (com Queen)                                | 46664                                         |
| 2003 | "Amandla" (com Queen, Bono, David A. Stewart e Andrews Bonsu) | 46664                                         |

## Vídeos musicais
| Ano  | Título                                                              | Director                           |
| ---- | ------------------------------------------------------------------- | ---------------------------------- |
| 1999 | "I'm Outta Love"                                                    | Nigel Dick[carece de fontes?]      |
| 2000 | "Not That Kind"                                                     | Marc Webb                          |
| 2001 | "Cowboys & Kisses"                                                  | Nigel Dick                         |
| 2001 | "Made for Lovin' You"                                               | Vários[carece de fontes?]          |
| 2001 | "Paid My Dues"                                                      | Liz Friedlander                    |
| 2002 | "One Day in Your Life"                                              | Dave Meyers                        |
| 2002 | "Boom"                                                              | Marcos Siega                       |
| 2002 | "Why'd You Lie to Me"                                               | Mike Lipscombe                     |
| 2002 | "You'll Never Be Alone"                                             | Mike Lipscombe                     |
| 2003 | "Love Is a Crime"                                                   | Matthew Rolston                    |
| 2004 | "Left Outside Alone"                                                | Bryan Barber                       |
| 2004 | "Sick and Tired"                                                    | Phillip Stölzl                     |
| 2004 | "Welcome to My Truth"                                               | Diane Martel                       |
| 2005 | "Heavy on My Heart"                                                 | Ronald Vietz                       |
| 2005 | "Left Outside Alone" (versão norte-americana)                       | David Lippman, Charles Mehling     |
| 2005 | "Everything Burns"                                                  | Antti Jokinen                      |
| 2005 | "Pieces of a Dream"                                                 | David Lippman                      |
| 2006 | "I Belong to You (Il Ritmo della Passione)" (com Eros Ramazzotti)   | Don Allan                          |
| 2008 | "I Can Feel You"                                                    | Chris Applebaum[carece de fontes?] |
| 2008 | "Absolutely Positively"                                             | Nigel Dick                         |
| 2012 | "Best of You"                                                       | Marcus Steinberg                   |
| 2014 | "Stupid Little Things"                                              | Marcus Steinberg                   |
| 2014 | "Staring at the Sun"                                                | DJay Brawner                       |
| 2014 | "Staring at the Sun (Digital Dog Remix)"                            | —                                  |
| 2014 | "Lifeline/Luce per Sempre" (com a participação de Kekko Fornarelli) | —                                  |
| 2015 | "Take This Chance"                                                  | —                                  |